# Харази, Камаль
Сайид Камаль Харази (перс. سید کمال هرازی‎; род. 1 декабря 1944, Тегеран) — иранский политик-реформист и дипломат. Был министром иностранных дел Ирана с 20 августа 1997 по 24 августа 2005 года по назначению президента Мохаммада Хатами в течение восьми лет. Его сменил Манучехр Моттаки, который был назначен следующим президентом Махмудом Ахмадинежадом. В настоящее время он является членом Совета по определению целесообразности.

## Ранняя жизнь и образование
Родился в 1944 году в Тегеране. Он получил степень бакалавра по арабскому языку и литературе, а после получения степени магистра в области образования в Тегеранском университете провёл год (1975—1976) в качестве преподавателя в Хьюстонском университете, где получил степень доктора философии по промышленной психологии.

## Карьера

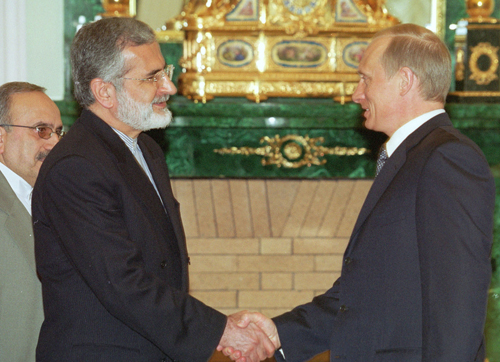
Харази на встрече с Владимиром Путиным, 5 апреля 2002 года

Харази является профессором менеджмента и педагогической психологии в Тегеранском университете с 1983 года. Харази был одним из основателей Института исламских исследований в Лондоне.
Харази занимал ряд правительственных, дипломатических и академических постов и возглавлял иранские делегации на многочисленных международных конференциях, особенно на Саммите Земли, состоявшемся в Рио-де-Жанейро в 1992 году. В течение нескольких лет Харази представлял официальную позицию Ирана по телевидению и в университетских городках Соединённых Штатов и Европы, а также много писал по вопросам внешней политики. У него был большой опыт руководства средствами массовой информации в первые дни Иранской революции.
С июля 1980 по сентябрь 1989 года он был президентом Информационного агентства Исламской Республики. 18 сентября 1980 года началась ирано-иракская война, и Харази был членом Высшего совета обороны Ирана, возглавлял штаб военной информации и был военным представителем на протяжении большей части войны (с сентября 1980 по сентябрь 1988 года).
В течение первых месяцев после Иранской революции Харази занимал пост вице-президента Иранского национального телевидения (с марта по август 1979 года) в новом Исламском государстве. Затем он занимал должность заместителя министра по политическим вопросам Министерства иностранных дел (с августа 1979 по март 1980 года) и директора-распорядителя Центра интеллектуального развития детей и молодежи (с августа 1979 по июль 1981 года). Ранее он представлял Иран в Организации Объединённых Наций с 1989 по 1997 год.